# Улица Красного Курсанта (Павловск)

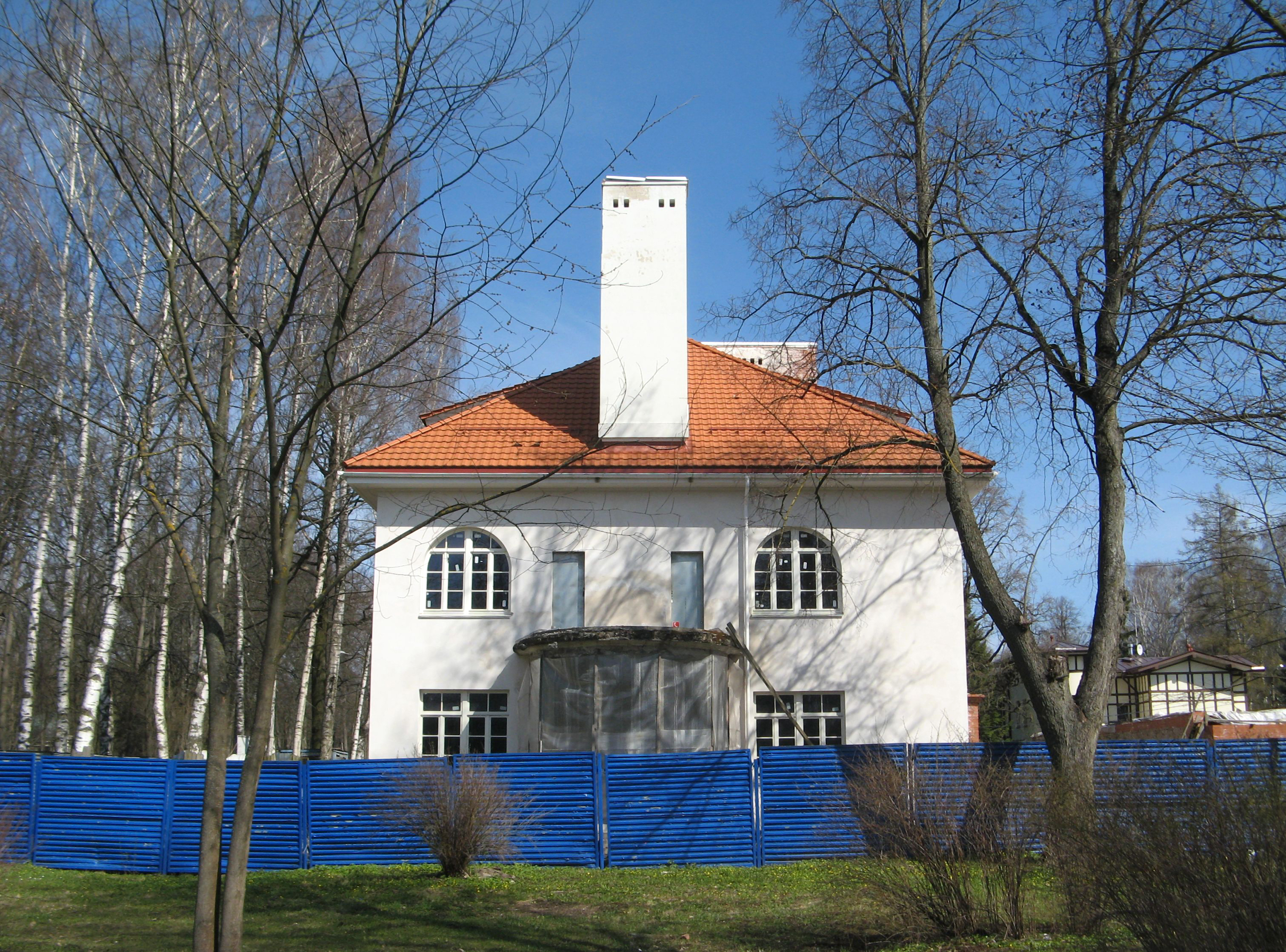
«Дом с ангелом»

Улица Кра́сного Курса́нта — улица в городе Павловске (Пушкинский район Санкт-Петербурга). Проходит от Садовой улицы до Казарменного переулка и улицы Обороны.
Первоначально состояла из двух улиц.
На участке от Садовой до Звериницкой улицы проходила улица под Дубка́ми. Это название появилось в 1790-х годах, а в 1860-х видоизменилось на 1-ю улицу под Дубками (2-й улицей была нынешняя улица Горького). В те же годы в Павловске была улица под Липками — нынешняя улица Просвещения.
Участок от Звериницкой до улицы Обороны был как минимум с 1783 года проспектом Но́вой Дере́вни — по названию местности. С 1790-х годов — улица по Солда́тской Слободе́: вдоль неё проживали солдаты полков, расквартированных в Павловске. С 1870-х годов — Солдатская улица. Примерно в 1918 году Солдатскую улицу переименовали в улицу Красного Курсанта, тем самым преобразовав топоним в революционный (тогда же Солдатский переулок переименовали в переулок Красного Курсанта).
Примерно в 1939 году к улице Красного Курсанта присоединили 1-ю улицу под Дубками.

## Достопримечательности
- Дом № 8 — Дом П. П. Барышникова — Э. С. Мандель («Дом с ангелом»), арх. А. А. Барышников  памятник архитектуры (региональный)[2]
- Дом № 11 — на этом участке находилась деревянная двухэтажная дача Панфилова, построенная в 1870-х годах. Она имела статус объекта культурного наследия, однако он был отозван КГИОП после двух пожаров, после которых от дачи остались только руины[3].

## Перекрёстки
- Садовая улица
- улица Желябова
- Звериницкая улица / улица Луначарского
- переулок Красного Курсанта / Надгорная улица
- улица Обороны / Казарменный переулок